# Guhagar
Guhagar là một thị trấn thống kê (census town) của quận Ratnagiri thuộc bang Maharashtra, Ấn Độ.

## Địa lý
Guhagar có vị trí 17°28′B 73°12′Đ / 17,47°B 73,2°Đ Nó có độ cao trung bình là 101 mét (331 feet).

## Nhân khẩu
Theo điều tra dân số năm 2001 của Ấn Độ, Guhagar có dân số 3205 người. Phái nam chiếm 52% tổng số dân và phái nữ chiếm 48%. Guhagar có tỷ lệ 82% biết đọc biết viết, cao hơn tỷ lệ trung bình toàn quốc là 59,5%: tỷ lệ cho phái nam là 86%, và tỷ lệ cho phái nữ là 78%. Tại Guhagar, 10% dân số nhỏ hơn 6 tuổi.